# Edward Channing
Edward Perkins Channing (* 15. Juni 1856 in Dorchester, Massachusetts; † 7. Januar 1931 in Cambridge, Massachusetts) war ein US-amerikanischer Historiker, Hochschullehrer und Pulitzer-Preisträger.

## Biografie
Der Sohn des transzendentalistischen Poeten William Ellery Channing, Jr., Großneffe des Predigers und Theologen William Ellery Channing sowie Neffe der Frauenrechtlerin Margaret Fuller studierte nach dem Schulbesuch an der Harvard University und schloss sein erstes Studium 1878 ab. Ein anschließendes postgraduales Studium an der Harvard University beendete er 1880 mit dem Erwerb eines Philosophiae Doctor (Ph.D. History). Im Jahre 1883 nahm er den Ruf als Professor an der Harvard University an und lehrte dort 46 Jahre lang bis zu seiner Emeritierung 1929.
Daneben war er 1919 bis 1920 Präsident der American Historical Association. 1911 wurde er in die American Academy of Arts and Sciences sowie in die American Academy of Arts and Letters gewählt.
Neben seiner Lehrtätigkeit war er auch Verfasser zahlreicher Fachbücher, wobei er sich schwerpunktmäßig mit der Geschichte der Vereinigten Staaten befasste. Für seine zwischen 1905 und 1925 erschienene A History of the United States in sechs Bänden wurde er 1926 mit dem Pulitzer-Preis in der Kategorie Geschichte ausgezeichnet. Zu seinen weiteren Veröffentlichungen gehören:
- Town and County Government in the English Colonies of North America (1884)
- Guide to the Study and Reading of American History (1896, Co-Autor Albert B. Hart)
- First Lessons in United States History (1904)
- The Jeffersonian System, 1801–1811 (1906)
- The Story of the Great Lakes (1909)